# Crossandra
Crossandra és un gènere d'ús ornamental dins la família acantàcia. El gènere té 86 espècies descrites, de les quals només se n'han acceptat 54. Són plantes natives d'Àfrica, Madagascar, Aràbia i el subcontinent indi. Algunes espècies. especialment Crossandra infundibuliformis, es cultiven per les seves flors brillants.
De fulla perenne, són petits arbustos amb fulles de color verd fosc brillant, nervades, oposades i ovalades o lanceolades. Floreixen de la primavera a la tardor i fa flors de color taronja, groc o salmó, en forma d'embut que s'agrupen en peduncles.
El gènere va ser descrit per Richard Anthony Salisbury i publicat el 1805 a The Paradisus Londinensis.

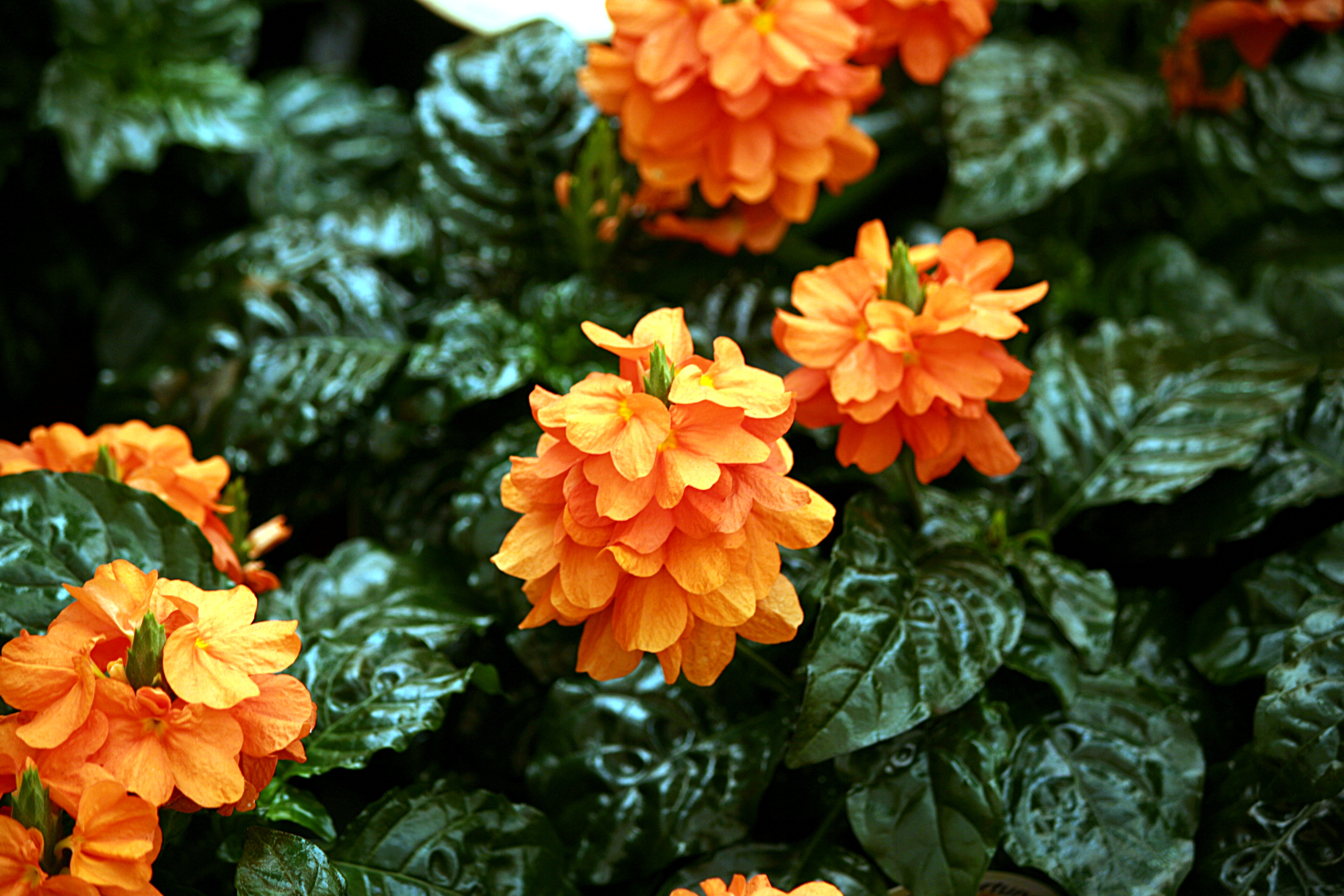
Crossandra infundibuliformis
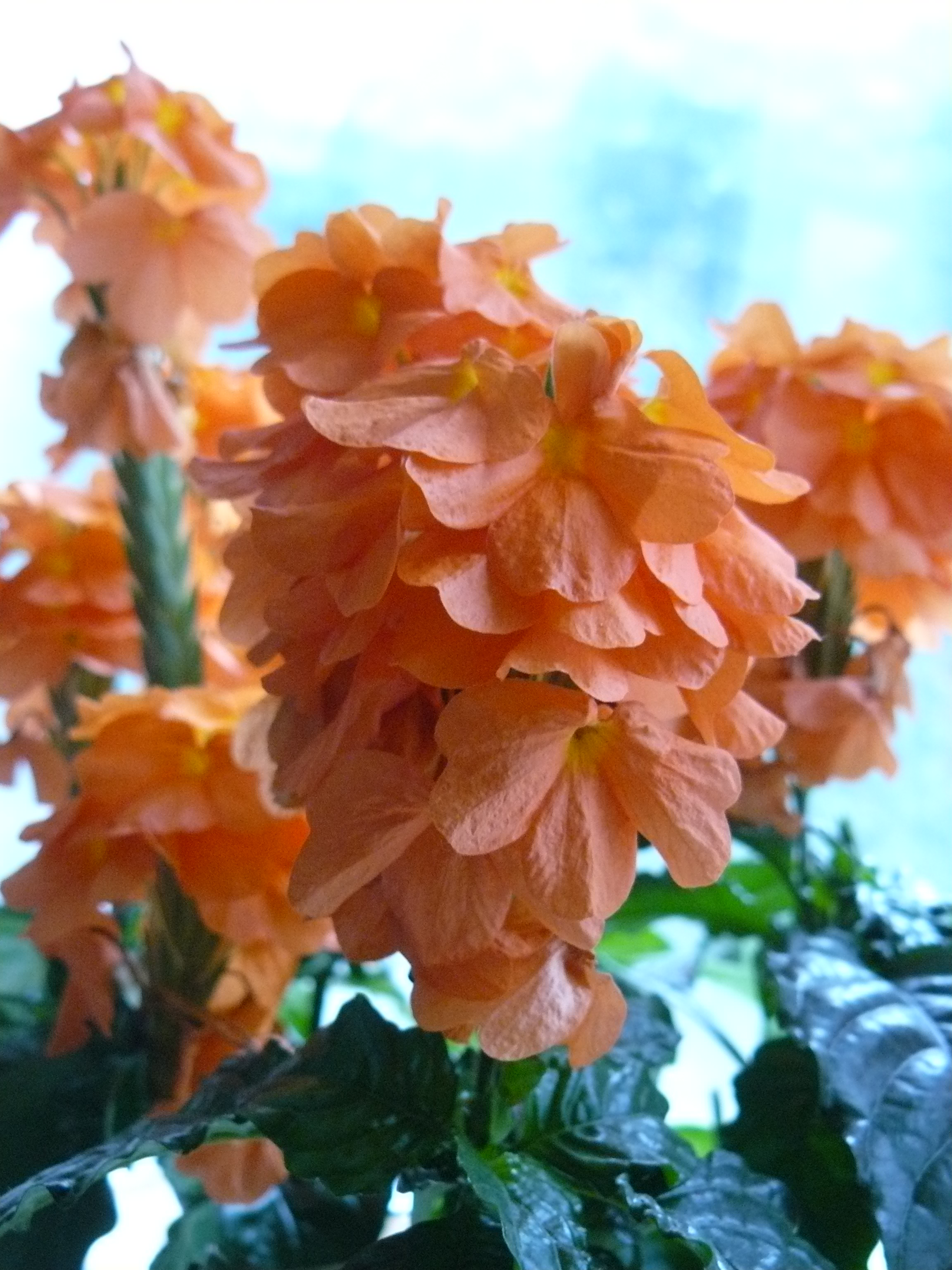
Foto de Crossandra 'Fortuna'

## Espècies
El gènere inclou les espècies següents:
- Crossandra acutiloba Vollesen
- Crossandra albolineata Benoist
- Crossandra angolensis S.Moore
- Crossandra arenicola Vollesen
- Crossandra armandii Benoist
- Crossandra baccarinii Fiori
- Crossandra benoistii Vollesen
- Crossandra cephalostachya Mildbr.
- Crossandra cinnabarina Vollesen
- Crossandra cloiselii S.Moore
- Crossandra douillotii Benoist
- Crossandra flava Hook.
- Crossandra flavicaulis Vollesen
- Crossandra friesiorum Mildbr.
- Crossandra fruticulosa Lindau
- Crossandra grandidieri (Baill.) Benoist
- Crossandra greenstockii S.Moore
- Crossandra horrida Vollesen
- Crossandra humbertii Benoist
- Crossandra infundibuliformis (L.) Nees
- Crossandra isaloensis Vollesen
- Crossandra johanninae Fiori
- Crossandra leikipiensis Schweinf.
- Crossandra leucodonta Vollesen
- Crossandra longehirsuta Vollesen
- Crossandra longipes S.Moore
- Crossandra longispica Benoist
- Crossandra massaica Mildbr.
- Crossandra mucronata Lindau
- Crossandra multidentata Vollesen
- Crossandra nilotica Oliv.
- Crossandra nobilis Benoist
- Crossandra obanensis Heine
- Crossandra pilosa (Benoist) Vollesen
- Crossandra pinguior S.Moore
- Crossandra poissonii Benoist
- Crossandra praecox Vollesen
- Crossandra primuloides Lindau
- Crossandra puberula Klotzsch
- Crossandra pungens Lindau
- Crossandra pyrophila Vollesen
- Crossandra quadridentata Benoist
- Crossandra raripila Benoist
- Crossandra rupestris Benoist
- Crossandra spinescens Dunkley
- Crossandra spinosa Beck
- Crossandra stenandrium (Nees) Lindau
- Crossandra stenostachya (Lindau) C.B.Clarke
- Crossandra strobilifera (Lam.) Benoist
- Crossandra subacaulis C.B.Clarke
- Crossandra sulphurea G.Taylor
- Crossandra tridentata Lindau
- Crossandra tsingyensis Vollesen
- Crossandra vestita Benoist